# Pedro Herrera Sancristóbal
Pedro Miguel Herrera Sancristóbal (Bilbao, 17 de julio de 1959) es un exfutbolista español que se desempeñaba como centrocampista. Tras su retirada, trabajó como director deportivo en el Celta de Vigo y el Real Zaragoza.
Es el padre del futbolista internacional español Ander Herrera.

## Trayectoria
Se formó en las categorías inferiores del Athletic Club hasta categoría juvenil, donde no consiguió promocionar a su filial. Así pues, con 19 años se marchó a la SD Erandio de Tercera División, logrando un ascenso a Segunda B en 1981. En la temporada 1981-82 jugó en la UD Salamanca, donde consiguió el ascenso a Primera División.
En 1982 firmó por el Real Zaragoza, club con el que jugó más de doscientos partidos oficiales en seis temporadas y ganó la Copa del Rey en 1986. En 1988 fichó por el Celta de Vigo, donde se retiró un año después por problemas en su rodilla. Tras su retirada, estuvo cuatro años trabajando como director deportivo del club celtiña hasta que, en 1993, se fue a Zaragoza para ser secretario técnico del club maño.

## Clubes
| Club                      | País   | Año       |
| ------------------------- | ------ | --------- |
| SD Erandio                | España | 1978-1981 |
| Unión Deportiva Salamanca | España | 1981-1982 |
| Real Zaragoza             | España | 1982-1988 |
| Real Club Celta de Vigo   | España | 1988-1989 |

## Palmarés
| Título       | Club          | Año  |
| ------------ | ------------- | ---- |
| Copa del Rey | Real Zaragoza | 1986 |